# Kung
Kung (Qañ). Nekadašnji grad Haida Indijanaca, u vlasništvu porodice Sakua-lanas, na ušću luke Naden, otok Graham, u otočju Queen Charlotte (Otočje Kraljice Charlotte), Britanska Kolumbija. Možda je ovo mjesto koje John Work spominje kao Night-tasis (q. v.), gdje je "rečeno da je bilo 15 kuća i 280 stanovnika 1836-41. Po sjećanju starih ljudi tamo je bilo 12 kuća. Svi stanovnici su se preselili u Masset.